# Tamburi Investment Partners
Tamburi Investment Partners S.p.A. (nota anche con l'acronimo di TIP S.p.A.) è una banca di investimento e di affari italiana indipendente, fondata nel 1999 dal banchiere di affari Giovanni Tamburi. Ha sede a Milano, in via Pontaccio 10.
Dal 9 novembre 2005 è quotata alla Borsa valori di Milano dove è presente negli indici FTSE Italia Mid Cap e FTSE Italia STAR.

## Storia
Primi anni 2000 (2000-2009)
TIP viene fondata nel 1999 da Giovanni Tamburi, ex banchiere di Euromobiliare con esperienza nella finanza italiana degli anni '80 e '90. L’obiettivo è creare una piattaforma di investimento focalizzata su partecipazioni di minoranza in aziende italiane promettenti. Fin dall’inizio, TIP attira un gruppo di azionisti illustri, tra cui le famiglie Seragnoli (packaging), Angelini (farmaceutica), Marzotto (tessile) e Branca (distillati), che ne costituiscono la base societaria.
Interpump: TIP entra nel capitale della società di pompe idrauliche nel 2002, acquistando azioni a circa 3 euro. Nel 2009, partecipa a un aumento di capitale con warrant (2009-2012), un’operazione innovativa che contribuisce alla crescita del titolo, destinato a superare i 30 euro negli anni successivi.
Il 9 novembre 2005, TIP si quota alla Borsa Italiana nel segmento STAR, raccogliendo circa 50 milioni di euro tramite un’offerta pubblica iniziale (IPO). Al momento della quotazione, il capitale sociale è sottoscritto da oltre 100 famiglie imprenditoriali e investitori istituzionali, con un patto di sindacato guidato da Tamburi che controlla circa il 40% delle azioni. Questo passo segna l’inizio della sua espansione come holding di partecipazioni.
Bolzoni: Investimento in questa azienda di carrelli elevatori, ceduta con profitto nel 2006, evidenziando la capacità di TIP di generare valore su orizzonti brevi.
Nel primo decennio, TIP si posiziona come alternativa al private equity tradizionale, privilegiando partecipazioni di minoranza (tra il 5% e il 20%) e un approccio collaborativo con gli imprenditori. Il periodo, segnato dalla ripresa post-crisi dot-com, offre opportunità nei settori industriale e manifatturiero, dove TIP identifica “campioni nascosti”.
Alla fine del 2009, TIP registra un patrimonio netto di circa 200 milioni di euro e una capitalizzazione di mercato in crescita, ponendo le basi per una strategia più aggressiva negli anni successivi.

Anni 2010 (2010-2019)
Gli anni 2010 vedono TIP consolidarsi come attore chiave nella finanza italiana, con investimenti in settori come lusso, tecnologia e industria:
Amplifon: Ingresso nel 2010 a circa 3 euro per azione; il titolo cresce fino a 20 euro entro il 2018, con una plusvalenza significativa realizzata tramite una parziale vendita.
Moncler: Investimento pre-IPO nel 2013; dopo la quotazione a Piazza Affari (dicembre 2013), TIP realizza una plusvalenza di 37 milioni di euro nel 2018, mantenendo oltre 2 milioni di azioni.
Prysmian: Partecipazione avviata nel 2009 e rafforzata nel decennio, con il titolo che passa da circa 10 euro nel 2010 a oltre 25 euro entro il 2019.
Datalogic: Acquisizione di una quota nel produttore di scanner, ceduta nel 2014 con profitto.
TIP si concentra su lusso (Moncler, Furla), tecnologia (Datalogic, Talent Garden) e industria (Interpump, Prysmian), sfruttando il boom del made in Italy e l’innovazione digitale.
StarTIP: Nel 2017 TIP lancia questa controllata dedicata agli investimenti in startup, con focus su edtech, fintech e foodtech.
Talent Garden: Nel 2019, TIP guida un round da 44 milioni di euro nella piattaforma di coworking e formazione digitale, in partnership con CDP Venture Capital, segnando uno dei maggiori investimenti in una scaleup italiana.
Eataly: Partecipazione nella catena di Oscar Farinetti, con focus sull’espansione internazionale del food italiano.
Nel 2019, TIP chiude l’anno con un utile netto di circa 40 milioni di euro e un patrimonio netto consolidato di oltre 800 milioni di euro. La capitalizzazione di mercato supera il miliardo, riflettendo la fiducia degli investitori.
Il decennio è caratterizzato dalla ripresa post-crisi del 2008 e da un crescente interesse per lusso e tecnologia. TIP si posiziona come ibrido tra private equity e holding industriale, ispirandosi al modello di Warren Buffett.

Anni 2020 (2020-2024)
Con la pandemia del 2020 e l’attivismo del private equity che gonfia i multipli, TIP adotta una strategia cauta, mantenendo una liquidità elevata (circa 300 milioni di euro nel 2022). Dal 2023, con il rallentamento del settore e il calo dei tassi, TIP intravede opportunità a valutazioni più favorevoli.
Itaca Equity Holding: Lanciata nel 2021, questa piattaforma supporta aziende in difficoltà temporanea, come Zest S.p.A., holding di partecipazioni industriali.
Digital Magics: Rafforzamento nel venture capital tramite StarTIP, con investimenti in startup innovative.
Eataly e Talent Garden: Continuo supporto a queste realtà, con Eataly che si espande negli USA e Talent Garden che cresce come hub europeo.
Nel 2023, TIP registra un utile netto di 50 milioni di euro e un patrimonio netto di 1,3 miliardi di euro.
Nel primo trimestre 2024, gli utili salgono a 29,4 milioni di euro (+50% rispetto al 2023), con un patrimonio netto consolidato di 1,48 miliardi e una capitalizzazione di circa 2 miliardi.
Le partecipazioni in Interpump (oltre 40 euro per azione nel 2024), Prysmian e Moncler continuano a generare rendimenti, mentre TIP mantiene un focus sul made in Italy e l’innovazione.
Il periodo è segnato da pandemia, inflazione e guerra in Ucraina, ma TIP dimostra resilienza grazie alla diversificazione e alla solidità finanziaria. Giovanni Tamburi sottolinea l’importanza di attendere il momento giusto per investire.
Tamburi ha ricordato che Tip era inizialmente entrata nel capitale di Dexelance (allora Italian Design Brand) nel maggio 2023 rilevando il 51% Investindesign, società che fino alle scorse settimane aveva appunto il 46,9% del capitale. Nell'estate 2023 Tip è poi salita rilevando un ulteriore 20% di Investindesign. Andrea Sasso, CEO di Dexelance, si è dichiarato particolarmente soddisfatto di questo sviluppo, sottolineando come l’ingresso e l’ulteriore coinvolgimento di Tip abbiano rappresentato un rafforzamento strategico per la crescita e il futuro dell’azienda, consolidando ulteriormente la posizione di Dexelance nel panorama del design italiano.

2025
Al 27 marzo 2025, il titolo TIP (ISIN: IT0003153621) oscilla tra 7,8 e 8,8 euro, con un picco a 8,82 euro a febbraio. Registra una flessione del 20,58% rispetto a un anno fa, ma offre un rendimento del dividendo annuo di circa 1,92% (0,15 euro per azione nel 2024).
Giovanni Tamburi prevede un ritorno delle IPO a Piazza Affari nel 2025, favorito dal calo dei multipli e dal ridimensionamento del private equity. TIP si prepara a cogliere opportunità in lusso, tecnologia e industria sostenibile, sfruttando la sua liquidità e la rete di relazioni.
Con un patrimonio netto di 1,48 miliardi e una capitalizzazione di circa 2 miliardi, TIP si conferma solida nel segmento STAR. L’azionariato, con Tamburi al 20% circa e un mix di famiglie e investitori istituzionali.

## Corporate governance
Al momento della quotazione, il Consiglio di Amministrazione era così composto: Giovanni Tamburi (Presidente e A.D.), Alessandra Gritti (Vice Presidente), Marco Merati Foscarini (Vice Presidente), Luisa Angelini, Francesco Baggi Sisini, Claudio Berretti, Mario Manuli, Umberto Nicodano, Maurizio Petta, Alberto Rossi, Fernando Silori, (Consiglieri). Nella compagine azionaria, una parte della quale è stata vincolata da un patto di sindacato con lo stesso Tamburi, figurano esponenti di alcune delle più importanti famiglie imprenditoriali italiane. Tra essi si segnalano: Mario Manuli, Isabella Seragnoli, Mariella Burani, Luisa Angelini, Nerio Alessandri, Giorgio Rocco, Luca Fossati, Paolo Marzotto, Fernando Silori, Fausto Radici, Niccolò Branca, Sergio Erede, Giovanni Rossetti, Gruppo D'Amico. Per le verifiche contabili, l'azienda si affida alla società di revisione KPMG.
La controllata SeconTIP, società di investimenti destinata ad acquisire partecipazioni sul mercato "secondario" del private equity, è di recente salita al 12,8% di Management&Capitali, diventando - in accordo con l'ing. De Benedetti, con cui è stato siglato un patto di sindacato - il socio di riferimento. TIP controlla inoltre TIP - PRE IPO S.p.a., StarTip S.p.a. e Asset Italia S.p.a.

## Azionariato
L'azionariato comunicato alla Consob è il seguente:
- Gruppo D'Amico: 12,077%
  - D'Amico Società di Navigazione: 11,468%
  - D'Amico International: 0,609%
- Francesco Angelini: 11,202%
  - Angelini Partecipazioni Finanziarie: 11,202%
- Giovanni Tamburi: 7,386%
  - Lippiuno: 5,215%
  - Giovanni Tamburi: 2,171%
- Altri azionisti: 69,335%

## Investimenti aziendali
Società quotate
- Amplifon — leader mondiale nelle soluzioni e nei servizi per l’udito. Il modello di business di Amplifon integra un solido know-how scientifico con l’offerta di tecnologie innovative ed è supportato da oltre 18.600 dipendenti e collaboratori di cui 9.500 specialisti nella cura dell’udito e più di 9.200 punti vendita.[5]
- BasicNet — quotata alla Borsa Italiana dal 1999, opera nei settori abbigliamento, calzature e accessori per lo sport e il tempo libero con i marchi Kappa, Robe di Kappa, K-Way, Superga, Briko Jesus Jeans, Sabelt e Sebago.[6]
- Dexelance — gruppo industriale diversificato tra i leader italiani nel design, nella luce e nell’arredamento di alta qualità – ha intrapreso un percorso di valorizzazione di eccellenze industriali e commerciali che operano in tali settori con l’obiettivo rafforzarle a livello strategico e di dar vita ad un polo di aggregazione specializzato in tali comparti.[7]
- Elica — con vendite in oltre 100 paesi, 6 stabilimenti di produzione a livello internazionale (Italia, Polonia, Messico e Cina) e circa 3.300 dipendenti – è uno dei principali player mondiali nel design, nella tecnologia e nelle soluzioni di alta gamma nel settore della ventilazione, filtrazione e purificazione dell’aria, concepiti per migliorare il welfare delle persone e dell’ambiente. [8]
- Hugo Boss — è leader mondiale nel segmento upper premium dell’abbigliamento per uomo e donna. I prodotti – che includono formalwear, sportswear, capi del segmento contemporary fashion ed accessori – sono commercializzati con i marchi HUGO e BOSS e sono distribuiti in 128 Paesi. A fine 2021 Hugo Boss aveva un network di 451 punti vendita diretti (445 a fine 2020) ed inoltre vende i propri prodotti ad oltre 5.600 negozi/department store a livello globale (di cui 250 franchise partners).[9]
- Interpump Group — quotata dal 1996 alla Borsa Italiana e parte dell’indice FTSE STAR, è leader mondiale nella produzione di pompe a pistoni, prese di forza, distributori e sistemi idraulici.[10]
- Moncler — è il leader mondiale in uno specifico segmento dell’abbigliamento di altissima gamma e conta su di un network di circa 237 punti vendita monomarca in tutto il mondo e di una rete di operatori wholesale multimarca che operano a livello internazionale.[11]
- OVS — con un network composto da oltre 1.800 negozi a gestione diretta ed in franchising – ed è il più importante gruppo retail di abbigliamento in Italia. È il leader assoluto nel proprio settore in Italia con una quota di mercato superiore al 9%; OVS è anche leader indiscusso nel mercato italiano dell’abbigliamento per bambini con il marchio OVSKIDS, che vanta una quota di mercato a doppia cifra. I brand/insegne principali del gruppo sono OVS e UPIM che rappresentano rispettivamente l’80% ed il 20% dei ricavi netti totali del gruppo.[12]
- Rochebobois — è il punto di riferimento a livello internazionale nell’ideazione e nella distribuzione selettiva di arredamento di alta gamma, design e lusso. Il gruppo vanta la più ampia catena al mondo di punti vendita di prodotti di arredamento di alto livello e design, con una rete – diretta e/o in franchising – composta da 338 punti vendita (di cui circa il 40% a gestione diretta) situati in aree commerciali di prestigio, con presenze nelle più importanti città di 55 paesi, tra Europa, Nord, Centro e Sud America, Africa, Asia e Medio Oriente.[13]
- SeSa S.p.A — è la holding di controllo di Sesa, l’operatore di riferimento in Italia nell’innovazione tecnologica e digitale. Con oltre 3.500 dipendenti, opera nei settori della distribuzione a valore aggiunto di soluzioni software e hardware e nell’offerta di servizi e consulenza mirati a formare e supportare le aziende quali utilizzatori finali di IT. Ha sviluppato inoltre di recente competenze in settori con forte potenziale di crescita come security, cloud, data science, customer experience e digital services.[14]

Società non quotate
- AlpitourWorld;
- Azimut Benetti Group;[15]
- Beta[16];
- Chiorino[17];
- Eataly[18];
- Engineering - The digital transformation company;[19]
- Apoteca Natura;[20]
- Limonta[21];
- Lio[22];
- Mulan[23];
- Simbiosi[24];
- Vianova.

Startup
- Alimentiamoci[25];
- Alkemy[26];
- Bending Spoons[27];
- Buzzoole[28];
- Didimora[29];
- Joivy[30];
- Talent Garden[31];
- Telesia[32];
- Zest[33];
- Landirenzo Group [34](attraverso ITACA EQUITY HOLDING S.p.A.)